# Симон II (Саарбрюкен)
Симон II фон Саарбрюкен (на немски: Simon II von Saarbrücken; * ок. 1160; † 1207) от род Валрамиди е от 1183 до 1207 г. граф на Саарбрюкен.
Той е най-възрастният син на граф Симон I фон Саарбрюкен († сл. 1183) и съпругата му Мехтилд (Матилда) фон Спонхайм (* ок. 1127), вероятно дъщеря на граф Мегинхард I фон Спонхайм († ок. 1135).
След смъртта на баща му собствеността е разделена. Симон III получава Графство Саарбрюкен. По-малкият му брат Хайнрих I († 1228) става граф на Цвайбрюкен.

## Фамилия
Симон се жени 1196 г. за Лиутгард фон Лайнинген († сл. 1239), наследничка на Лайнинген, дъщеря на граф Емих III фон Лайнинген († 1187). Техните деца са:
- Симон III († 1235/40), граф на Саарбрюкен, ∞ Лаурета от Лотарингия († сл. 1226), дъщеря на Фридрих II, херцог на Лотарингия
- Фридрих († 1237), граф на Лайнинген, ∞ Агнес фон Еберщайн († 1263), дъщеря на граф Еберхард III фон Еберщайн († 1219)
- Хайнрих († 1234), епископ на Вормс
- Стефан († 1264), ахидякон във Вормс (1263)
- Гизела († сл. 1265), ∞ вилдграф Конрад II фон Даун († сл. 1263)
- Агнес († сл. 1261), ∞ рауграф Хайнрих I фон Нойенбаумбург († 1261)
- ? дъщеря, ∞ за Буркард IV фон Геролдсек-Вазихен (* пр. 1193; † сл. 1238)

Вдовицата му Лиутгард фон Лайнинген се омъжва втори път ок. 1220 г. за граф Лотар фон Вид († 1224/1235).